# Hôtel de la Plage (Oostende)
Het Hôtel de la Plage (Strand Hotel) in Oostende is in 1895 door de Compagnie Internationale des Grands Hôtels (CIGH) geopend voor badgasten aan de Belgische kust. In 1911 heeft de CIGH de exploitatie gestaakt. Het was een van de gebouwen die in de Belle-époque werden opgetrokken in de Koningin der Badplaatsen. De Belgische koning Leopold II stimuleerde in die periode het toerisme en leverde daarmee een belangrijke bijdrage aan de opkomst van Oostende. Het Hôtel de la Plage werd tijdens de Tweede Wereldoorlog in 1944 verwoest.